# فرنسيسكو روميرو
فرنسيسكو روميرو (بالإسبانية: Francisco Romero y Acevedo)‏ هو ماتادور إسباني، ولد في 1700 في رندة في إسبانيا، وتوفي بنفس المكان في 1763.

## وصلات خارجية
- فرنسيسكو روميرو على موقع الموسوعة البريطانية (الإنجليزية)